# Ingemar Düring
Ingemar Düring, vollständig Hans Ingemar Düring (* 2. September 1903 in Göteborg; † 23. Dezember 1984) war ein schwedischer Altphilologe.

## Leben
Nach dem Schulbesuch und dem Studium in Göteborg bei Evald Liden, Vilhelm Lundström und Ernst Nachmanson, das von kurzen Aufenthalten in Uppsala, Lund, Kopenhagen und Oxford unterbrochen war, wurde Düring 1930 in seiner Heimatstadt Dozent für griechische Sprache und Literatur. 1932 wechselte er als Lector an die Hochschule in Vänersborg. 1945 erfolgte schließlich die Ernennung zum Regius Professor für Griechisch an der Universität Göteborg. 1955/56 war er als Research Professor am Institute for Advanced Study in Princeton. Darüber hinaus war Düring Vorsitzender der schwedischen UNESCO-Kommission, Mitglied der Kommission für die schwedischen archäologischen Institute in Athen (Svenska institutet i Athen) und Rom (Svenska Institutet i Rom), Mitglied der Kommission für eine neue Übersetzung des Neuen Testamentes und seit 1966 korrespondierendes Mitglied der Heidelberger und seit 1969 der Bayerischen Akademie der Wissenschaften.

## Forschungsschwerpunkte
Die beiden Schwerpunkte seiner Forschungen waren die antike griechische Musiktheorie und der Philosoph Aristoteles.
Als erstes großes Werk veröffentlichte Düring eine Edition des schwierigen Texts der Harmonielehre des Claudius Ptolemäus aus dem 2. Jh. samt einer Auswahl aus den Scholien. Daran schloss sich eine Edition des Kommentars des Porphyrios zu diesem Werk und ein eigener Kommentar zum Werk des Claudius Ptolemäus samt deutscher Übersetzung an. Mit einer Monographie zu Herodikos, einem Schüler des Krates von Mallos, und kommentierten Ausgaben zweier problembehafteter aristotelischer Schriften, der Meteorologica und der Schrift Über die Teile der Tiere, und eines unter dem Namen des Platon-Schülers Chion von Herakleia überlieferten Briefromans wandte sich Düring Aristoteles und dessen Verhältnis zu Platon zu. Das antike biographische Material zu Aristoteles arbeitete er in seinem Buch Aristotle in the Ancient Biographic Tradition durch. 1961 legte er seine Rekonstruktion des Protreptikos des Aristoteles samt Kommentar vor (später auch in einer deutschen Fassung veröffentlicht), 1966 ist sein Hauptwerk Aristoteles. Darstellung und Interpretation seines Denkens erschienen, an das sich der Artikel Aristoteles in Paulys Realencyclopädie der classischen Altertumswissenschaft anschloss. Ernst Vogt nennt das Aristoteles-Buch in seinem Nachruf „die bedeutendste Leistung der Aristotelesforschung seit Werner Jaegers einflussreichem Aristotelesbuch von 1923“.
Gemeinsam mit Gwilym Ellis Lane Owen begründete er 1957 das Symposium Aristotelicum, ein alle drei Jahre stattfindendes Symposion bedeutender Aristotelesforscher.

## Schriften (Auswahl)
Monographien
- Ptolemaios und Porphyrios über die Musik. Elanders Boktryckeri Aktiebolag, Göteborg 1934, ND Georg Olms Verlag, 1987, Auszüge online
- Herodicus the Cratetean. A study in antiplatonic tradition. Wahlström & Widstrand, Stockholm 1941.
- Aristotle in the Ancient Biographic Tradition. Almquist & Wiksell, Göteborg 1957.
- (Hrsg., mit G. E. L. Owen): Aristotle and Plato in the Mid-Fourth Century. Papers of the Symposium Aristotelicum held at Oxford in August, 1957. Almqvist & Wiksell, Göteborg, 1960. – Rezension von: G. B. Kerferd, in: The Classical Review, New Series 12, 1962, S. 44–46, online (JSTOR)
- Aristoteles. Darstellung und Interpretation seines Denkens. C. Winter Universitätsverlag, Heidelberg 1966; 2. Aufl., unveränd. Nachdruck, Winter, Heidelberg 2005 (Bibliothek der klassischen Altertumswissenschaften, 2. Reihe; N.F., Band 114), ISBN 3-8253-5036-3.
  - Spanische Übersetzung: Aristóteles. Exposición e interpretación de su pensamiento. Traducción y edición de Bernabé Navarro. Mexiko 1987, 2. Aufl. 1990, Auszüge online
  - Griechische Übersetzung: Ο Αριστοτέλης. Παρουσίαση και ερμηνεία της σκέψης του. Übersetzung: Paraskevi Kotzia. Μορφωτικό Ίδρθμα Εθνικής Τραπέζης, Athen 1991.
- (Hrsg.): Naturphilosophie bei Aristoteles und Theophrast. Verhandlungen des 4. Symposium Aristotelicum. Veranstaltet in Göteborg, August 1966. Lothar Stiehm, Heidelberg 1969.

Editionen
- (Hrsg.): Die Harmonielehre des Klaudios Ptolemaios. Elander, Göteborg, 1930; Nachdruck Olms, Hildesheim 1982.
- (Hrsg.): Porphyrios, Kommentar zur Harmonielehre des Ptolemaios. Elander, Göteborg 1932; Nachdruck Olms, Hildesheim 1978, ISBN 3-487-06667-X.
- (Hrsg.): Aristotle’s De Partibus animalium. Critical and literary commentaries. Wettergren & Kerber, Göteborg 1943.
- (Hrsg.): Aristotle’s chemical Treatise: Meteorologica, book IV. With introduction and commentary. Wettergren & Kerber, Göteborg 1944.
- (Hrsg.): Chion of Heraclea. A Novel in Letters. Wettergren & Kerber, Göteborg, 1951.
- (Hrsg.): Aristotle’s Protrepticus. An Attempt at Reconstruction. Elanders, Göteborg, 1961.
- (Hrsg.): Der Protreptikos des Aristoteles. Einleitung, Text, Übersetzung und Kommentar. Vittorio Klostermann, Frankfurt am Main 1969.

Artikel
- Ptolemy’s Vita Aristotelis Rediscovered. In: Robert B. Palmer und Robert Hamerton-Kelly: Philomathes. Studies and Essays in the Humanities in Memory of Philip Merlan. Den Haag 1971, S. 264–269.
- Aristoteles, in: Paulys Realencyclopädie der classischen Altertumswissenschaft. Suppl. 11, 1968, Sp. 161–335; auch als Sonderausgabe: Alfred Druckenmüller, Stuttgart 1968.